# Formant (akustyka)

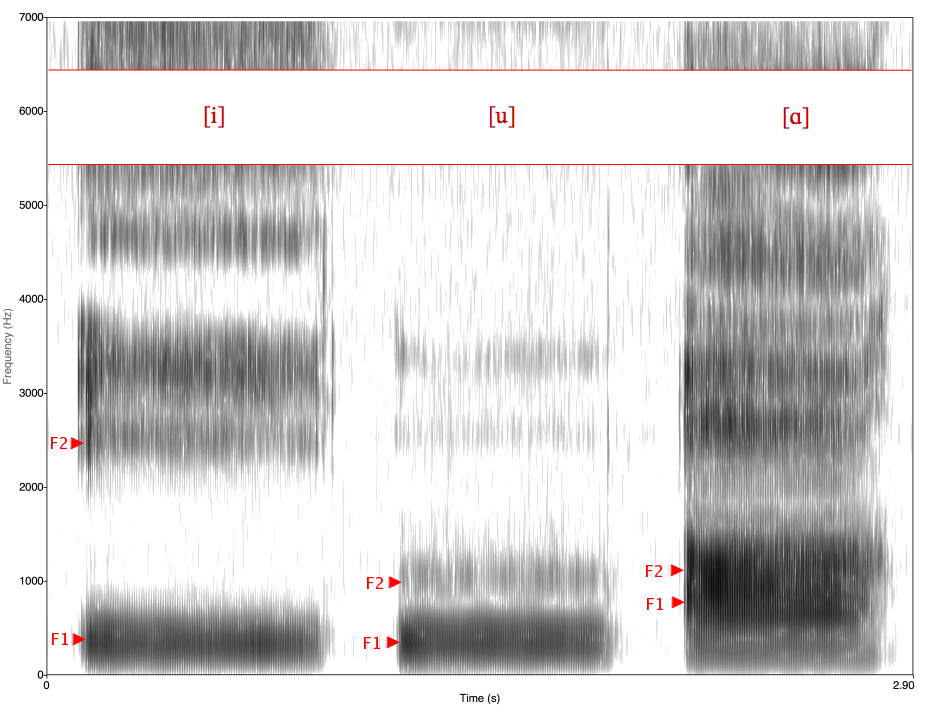
Spektrogram przedstawiający samogłoski [i, u, ɑ] w amerykańskiej odmianie języka angielskiego i ich formanty F_{1} i F_{2}

Formant – pasmo częstotliwości w dźwięku (np. głosu ludzkiego lub instrumentu muzycznego), w granicach którego wszystkie tony składowe ulegają szczególnemu wzmocnieniu. Zbiór wszystkich formantów danego dźwięku określa jego barwę.
Analiza rozkładu formantów i identyfikacja położenia formantu głównego w sygnale cyfrowym przy zadanych częstotliwościach próbkowania stosowana jest np. w oprogramowaniu do rozpoznawania mowy, w analizach zjawisk fizycznych, które można przeprowadzać w dziedzinach czasu i częstotliwości.
Historycznie, w 1948 roku, Potter i Peterson zasugerowali, że oznaczanie trajektorii głównych rezonansów może być efektywnym sposobem analizy ilościowej prowadzącej do oznaczania samogłosek. W publikacji z 1952 pojawia się zestawienie wartości formantów f1 i f2 na płaszczyźnie, uzyskane doświadczalnie dla samogłosek amerykańskiej odmiany języka angielskiego.